# Dvojni dvojec
Dvojni dvojec  je tip čolna in veslaška disciplina pri športnem veslanju.
Čoln je oblikovan tako, da v njem eden za drugim sedita dva veslača, ki čoln poganjata z dvema paroma vesel.
Čoln za dvojni dvojec je podolgovat in ozek, v prerezu pa je polkrožen. Taka oblika čolna je pomembna zaradi čim manjšega vodnega upora. Čoln ima običajno proti zadnjemu delu v vodi enojni stabilizator, ki skrbi za uravnavanje smeri ter pokončno stabilnost. Sprva so bili čolni narejeni iz lesa, danes pa jih izdelujejo iz kompozitnih materialov (običajno iz plastike, ojačane z ogljikovimi vlakni). Sodobni čolni so tako znatno lažji in bolj trpežni od starih. Dvojni dvojec je ena od uradno priznanih olimpijskih disciplin, ki jo priznava Mednarodna veslaška zveza. Disciplina je bila na sporedu na vseh olimpijadah, razen na Poletnih olimpijskih igrah 1908 in 1912. FISA zaradi zagotavljanja enakih pogojev točno določa minimalno maso čolnov.
Kadar čoln poganjata dva veslača z dvema vesloma, gre za disciplino dvojec s krmarjem ali za dvojec brez krmarja, kar je odvisno od tega, ali je v čolnu še tretji član posadke, ki se imenuje krmar. Dvojni dvojec je zaradi večjega števila vesel in drugačne razporeditve sil pri veslanju hitrejši od obeh omenjenih »enojnih« dvojcev.